# Michael Kienzer

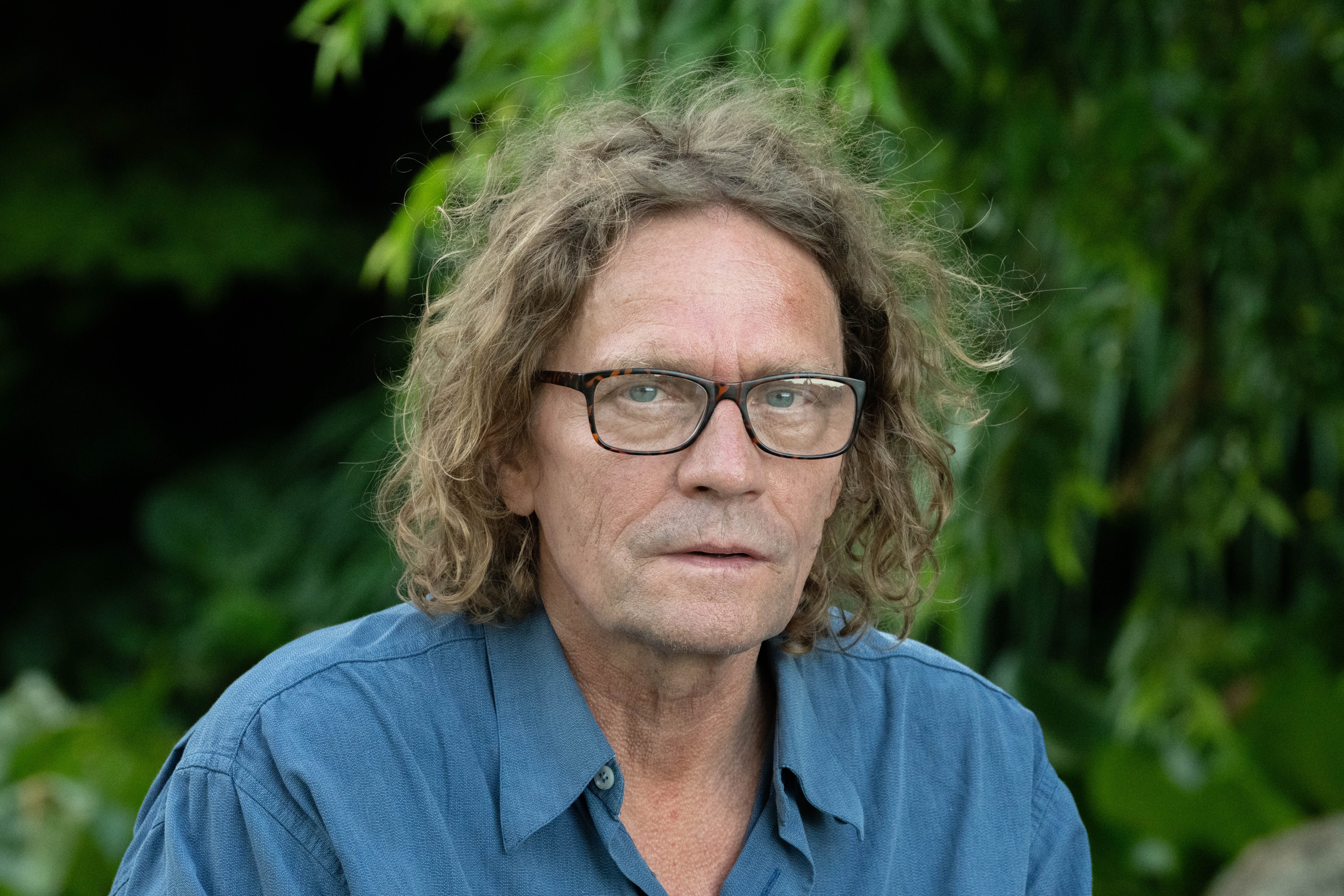
Michael Kienzer (2025)

Michael Kienzer (* 21. Juni 1962 in Steyr) ist ein österreichischer Künstler.

## Leben
Michael Kienzer verbrachte seine Kindheit in Steyr und besuchte von 1977 bis 1979 an der Kunstgewerbeschule Graz die Abteilung Bildhauerei bei Josef Pillhofer. Anschließend war er für das Kunst- und Kulturzentrum in Berlin-Kreuzberg tätig. Von 1981 bis 1985 studierte er an der Hochschule für angewandte Kunst in Wien Bildhauerei bei Bruno Gironcoli. Von 1987 bis 1989 arbeitete er als Bühnenbildner für das Westfälische Landestheater.
In seinen Arbeiten beschäftigt er sich mit Objekten, Installationen, Zeichnungen (meist Kohle auf Papier) und Videos. Er thematisiert Begriffe wie Raum, Zeit, Fläche und Verdichtung. Seine lapidaren Interventionen, die mit den Mitteln des Raumes arbeiten, das Wirken physikalischer Kräfte verschieben und konzentrieren, stören und verändern so scheinbar unverrückbare Strukturen des Ortes.
Im alten Zeughaus von Weikendorf wurde über einen Wettbewerb nach dem Entwurf von Michael Kienzer ein kulturelles und soziales Zentrum eingerichtet.
Michael Kienzer lehrte 2005/2006 als Gastprofessor für Kunst und kommunikative Praxis am Institut für Bildende und Mediale Kunst an der Universität für angewandte Kunst Wien und stellt seit 1984 im In- und Ausland aus. 2011 war er Artist in Residence beim International Studio & Curatorial Program in New York.
Kienzer lebt und arbeitet in Wien. Er ist Mitglied der Wiener Secession.

## Auszeichnungen
- 1985 Förderungspreis des Landes Steiermark für zeitgenössische Kunst, 3. Preis
- 1989 Förderungspreis der Stadt Graz für Kunst
- 1989 Förderungspreis des Landes Oberösterreich für bildende Kunst
- 1990 Förderungspreis des Landes Steiermark für bildende Kunst, 3. Rang
- 1993 Preis für bildende Kunst der Diözese Graz-Seckau
- 1993 Hauptpreis bei dem Österreichischen Graphikwettbewerb in Innsbruck
- 2000 Kunstpreis der Stadt Graz
- 2001 Otto-Mauer-Preis
- 2008 Viktor-Fogarassy-Preis
- 2010 Niederösterreichischer Kulturpreis für Kunst im öffentlichen Raum
- 2011 International studio & curatorial program (iscp) New York
- 2012 Österreichischer Kunstpreis für Bildende Kunst[2]
- 2015 Preis der Stadt Wien für Bildende Kunst
- 2021 Kulturpreis des Landes Oberösterreich für Bildende Kunst[3]

## Einzelausstellungen

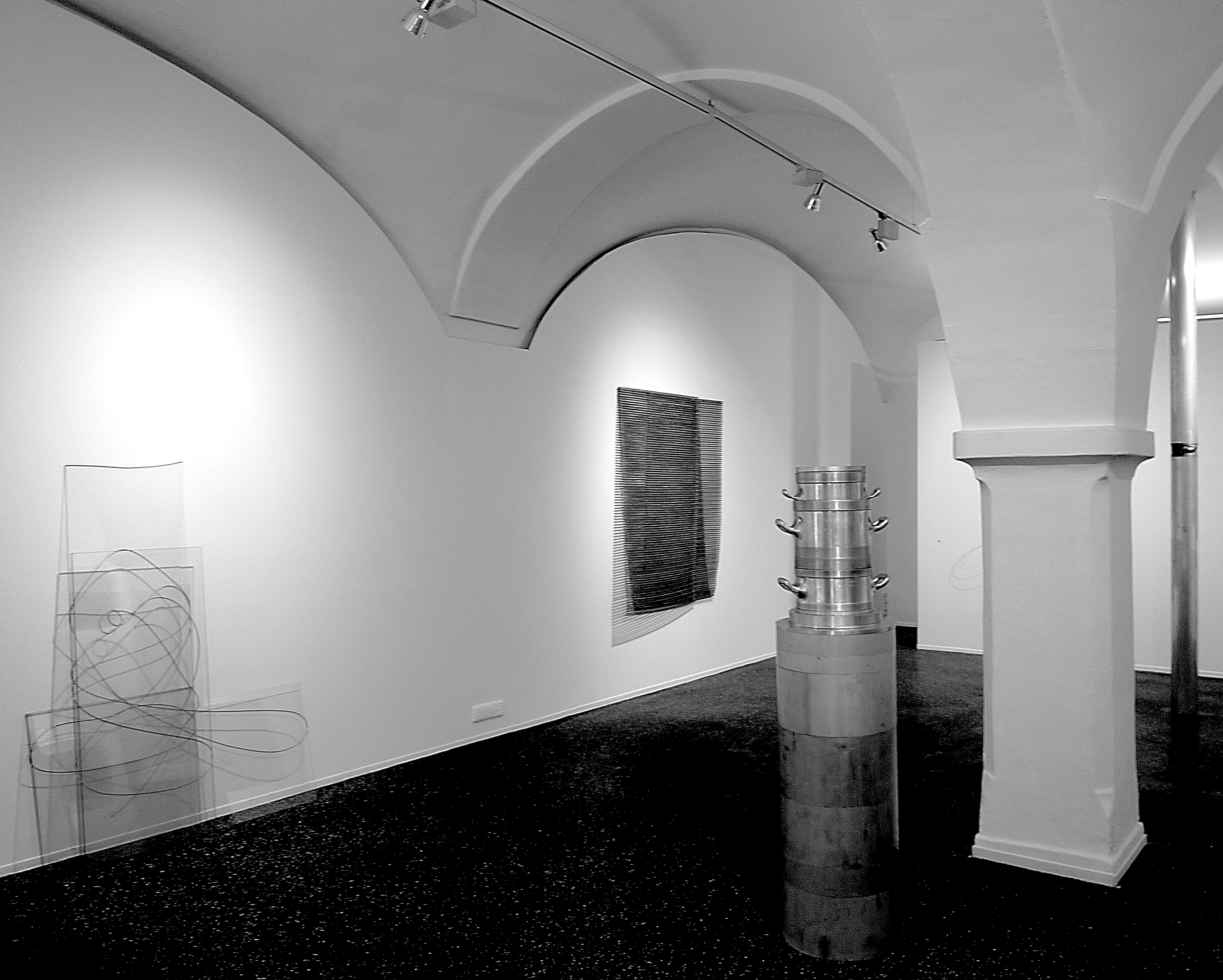
Ausstellung in der Galerie Artelier Contemporary in Graz im Februar 2012

- 2011 double bind Galerie Elisabeth&Klaus Thoman, Innsbruck
- 2011 Salon, ISCP, New York
- 2011 Amt-Project, Bratislava
- 2012 Logik und Eigensinn, Kunsthaus Graz
- 2012 Artelier Contemporary, Graz
- 2012 Galerie Jordan Sedoux, Berlin
- 2014 Line Up, Museum Angerlehner, Wels (mit Constantin Luser und Otto Zitko)
- 2016 24 von 274.668 Tagen, Kunsthalle Krems
- 2017 Lose Dichte, Gerhard-Marcks-Haus, Bremen
- 2025 Outside, twelve Pieces, Schlossmuseum, Linz